# Грустная история любви
«Грустная история любви» (хинди क्योंकि, Kyon Ki…, досл.: «Потому что…») — индийская мелодрама, снятая режиссёром Приядаршаном в 2005 году. Сюжет опирается на повесть Кена Кизи «Пролетая над гнездом кукушки». Некоторые сцены снимались в Румынии.

## Сюжет
Полковник Кхурана (Ом Пури) руководит своей частной психиатрической клиникой, в которой работает врачом его дочь Танви (Карина Капур). Жестокое обращение с пациентами, которое практикует Кхурана, не способствует их выздоровлению. Танви относится к больным гуманнее своего отца, особенно внимательна она к пациентке под номером 36, о которой она заботится, как о родной матери. Пациентка тоже относится к Танви, как к дочери, до тех пор, пока нуждается в ней, но как только её выписывают из клиники, она проявляет неблагодарность и уезжает, даже не сказав несколько слов на прощание. Это очень ранит Танви, и она решает больше никогда не устанавливать близких отношений со своими пациентами. С этого момента она обращается с больными не лучше, чем её отец. Особенно ненавидит она нового пациента под номером 36, Ананда Шарму (Салман Хан), которого обвинили в убийстве жены, но не приговорили к тюремному заключению, поскольку экспертиза показала появление у него психического отклонения после совершения убийства. Доктор Сунил (Джеки Шрофф), который также работает в клинике, является сыном одного из слуг семьи Шарма и получил медицинское образование благодаря финансовой поддержке отца Ананда. С Анандом они выросли вместе, как братья, поэтому он пытается оградить его от жестокого обращения. Желая разбудить в Танви сострадание к Ананду, он рассказывает ей историю его жизни:
Несколько лет назад Ананд, уехав в Европу, полюбил школьницу по имени Майя (Рими Сен), которая училась в школе при монастыре, пела в церковном хоре и собиралась стать монахиней. Ананду пришлось приложить немало усилий, чтобы завоевать её. Наконец, она стала его женой и приехала с ним в Индию, чтобы познакомиться с его родственниками и друзьями. Но во время званного вечера по этому поводу произошло несчастье: Ананд толкнул её в бассейн, не зная, что она не умеет плавать. Спасти её не успели, и от горя Ананд сошёл с ума.
Услышав эту историю, Танви впервые почувствовала симпатию к пациенту номер 36 и сама не заметила, как полюбила его. Благодаря заботе Сунила и Танви Ананд пошёл на поправку и вскоре должен покинуть клинику. За это время он тоже полюбил Танви и решил жениться на ней. Однако её отец противится этому браку, поскольку уже пообещал дочь в жёны Карану (Сунил Шетти), который как раз приехал к ним, чтобы договориться о свадьбе. Чтобы добиться своего, полковник решает расправиться с Анандом доступными ему средствами.

## В ролях
- Салман Хан — Ананд Шарма, пациент Асилиума
- Карина Капур — доктор Танва Кхурана
- Ом Пури — доктор Кхурана, отец Танвы
- Джеки Шрофф — доктор Сунил, коллега Танвы
- Рими Сен — Майя, погибшая жена Ананда
- Манодж Джоши — П. К. Нараян
- Анил Дхаван — Дипак, пациент Асилиума
- Асрани — пациент Асилиума
- Арун Бакши — пациент Асилиума
- Джавед Хан — пациент Асилиума
- Куруш Дебу — Мунна, Асилиума
- Сунил Шетти — Каран (камео)

## Саундтрек
Вся музыка написана Химешем Решамия.
| №  | Название                             | Исполнители                    | Длительность |
| -- | ------------------------------------ | ------------------------------ | ------------ |
| 1. | «Kyon Ki Itna Pyar»                  | Удит Нараян, Алка Ягник        | 5:56         |
| 2. | «Dil Keh Raha Hai»                   | Кунал Ганджавала               | 5:06         |
| 3. | «Dil Ke Badle Sanam»                 | Удит Нараян, Алка Ягник        | 4:17         |
| 4. | «Jhatka Maare»                       | Удит Нараян, Шаан, Кайлаш Кхер | 6:20         |
| 5. | «Kyon Ki Itna Pyar» (женская версия) | Алка Ягник                     | 5:42         |
| 6. | «Aa Jee Le Ik Pal Mein»              | Удит Нараян, Алка Ягник        | 4:44         |
| 7. | «Kyon Ki Itna Pyar (II)»             | Удит Нараян                    | 5:56         |
| 8. | «Dil Keh Raha Hai» (remix)           | Кунал Ганджавала               | 4:41         |
| 9. | «Kyon Ki Itna Pyar (III)»            | Удит Нараян, Алка Ягник        | 5:54         |

## Критика
Кинокритик Таран Адарш дал фильму 1,5 звезды из 5, назвав его разочаровывающим и одной из самых предсказуемых историй за последнее время, сюжете которой нет ничего интересного.
Кавири Бамзай из India Today заметила, что «режиссер  вполне разумную предпосылку и довёл её до абсурда длинным затянувшимся воспоминанием, скопированным из „Звуков музыки“».
Ирфан Макки в рецензии на Planetbollywood.com хотя и счёл фильм технически совершенным, также добавил, что «трактовка в стиле 80-х годов и невпечатляющая режиссура — самый большой недостаток „Грустной истории любви“».

## Кассовые сборы
Фильм провалился в прокате, собрав в Индии только 180 млн рупий при бюджете в 210 млн. Другой фильм того же режиссёра Garam Masala, имел коммерческий успех.